# Liopleurodon
Liopleurodon este un gen de reptile marine carnivore din categoria pliozaurilor.

## Caracteristici
La maturitate, acest pliozaur colosal era atât de mare încât nu avea dușmani decât cei din specia sa. Se estimează că atingea lungimi între 12 și 25m- o cifră care sugerează că putea cântări și 100 de tone, adică mai mult decât cașalotul, care este cel mai mare carnivor care urmărește și atacă animale singure. Liopleurodon se hrănea cu animale marine destul de mari încât să-i atragă atenția. Deși era complet adaptat la viața în larg, intra și în apele puțin adânci, unde prindea dinozaurii care pășteau lângă mal. Se baza în principal pe văz și pe miros, atacându-și prada cu dinții rari, ca niște pumnale. Aceștia aveau formă conică și circa 30cm lungime- de două ori mai mari decât cei de Tyrannosaurus. Erau proiectați în afară din partea frontală a fălcilor, care se articulau într-un punct aflat aproape de spatele craniului- o distanță de aproape 4m. 
Datorită mărimii sale, Liopleurodon putea străbate distanțe imense, dar se cunosc puține lucruri despre felul cum se înmulțea. Pe uscat era la fel de neputincios ca o balenă eșuată, ceea ce sugerează că năștea pui vii, nu depunea ouă. 
Liopleurodon a trăit în perioada Cretacicului Inferior, fosilele lui fiind găsite în Australia și în America de Sud.